# BSV Halle-Ammendorf
BSV Halle-Ammendorf 1910 is een Duitse voetbalclub uit Halle in de deelstaat Saksen-Anhalt.

## Geschiedenis
De club werd in 1910 opgericht als Ammendorfer FC von 1910, in deze tijd was Ammendorf nog een zelfstandige gemeente en sinds 1950 behoorte ze tot Halle. De club was aangesloten bij de Midden-Duitse voetbalbond maar slaagde er niet in om te promoveren naar de hoogste klasse van Saale of na 1933 naar de Gauliga Mitte.
Na de Tweede Wereldoorlog werden alle Duitse voetbalclubs ontbonden. De club werd heropgericht als ZSG Industrie Ammendorf en in 1950 werd de naam BSG Motor Ammendorf. Twee jaar later begon de club in de nieuwe derde klasse, de Bezirksliga Halle. In 1960 werd de club met nipte voorsprong op Motor Köthen kampioen en promoveerde zo voor het eerst naar de II. DDR-Liga, die sinds enkele jaren de derde klasse was. Nadat deze competitie opgeheven werd in 1963 belandde de club weer in de Bezirksliga. In 1982 degradeerde de club ook uit de Bezirksliga.
Na de Duitse hereniging werd de naam gewijzigd in BSV Waggonbau Ammendorf 1950 en in 1999 in BSV Halle-Ammendorf 1910. In het seizoen 2013/2014 werd de club kampioen van de Verbandsliga Sachsen-Anhalt maar besloot af te zien van promotie naar de Oberliga. Ook in 2018 werd de club kampioen, maar koos ervoor om in de Verbandsliga te blijven. 